# يان دايفيد
يان دايفيد (بالفرنسية: Yann David)‏ هو لاعب اتحاد الرغبي فرنسي، ولد في 15 أبريل 1988 في ليون في فرنسا.

## وصلات خارجية
- يان دايفيد عل موقع إسبنسكروم (الإنجليزية)
- يان دايفيد على موقع ItsRugby.co.uk (الإنجليزية)